# 路什維爾站
路什維爾站（英語：Lutherville station）為巴爾的摩輕軌的車站之一，其站址位於里奇利路西端路底，停車場有286個車位，供通勤旅客使用。可轉乘馬里蘭交通管理局8、9號線。輕軌於1992年開通以前，本站的停車場稱為路什維爾轉乘停車場。
此段路線以前是北方中央鐵路的鐵路路線，該鐵路在路什維爾也有設站。MTA的11路公車由此發車開往巴爾的摩市，不過在輕軌通車後一個月該路公車便改以陶森為營運中心，而8路公車則延駛至路什維爾。

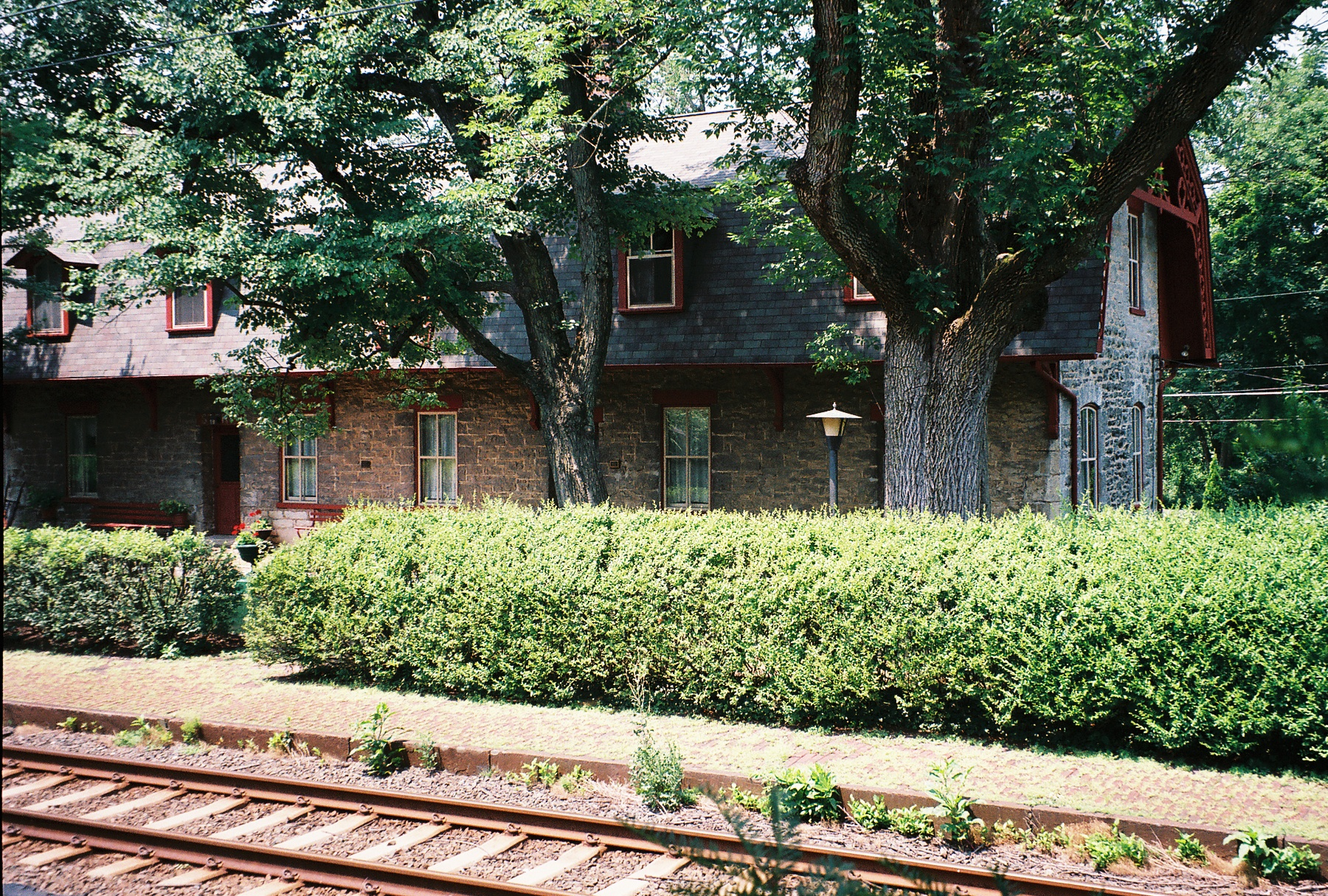
附近的北方中央鐵路舊車站

## 2009年7月的事故
2009年7月5日，查票員在路什維爾輕軌站附近的軌道上發現兩具青少年遺體。馬里蘭運輸局認為他們的死因是意外。並沒有輕軌列車駕駛員通報該意外，但監視錄影器拍下了列車撞擊的影像。據信兩人當時逆向沿軌道行走，認為自己可以看到駛來的列車，卻不知道當時雙向列車暫時都由同一條軌道行駛。該班車駕駛員表示並不知道撞到人，於是接下來便由司法調查司機當時是否使用行動電話或傳簡訊。死者的家屬事後在車站舉行了追悼會。
基於該事件，2009年12月馬里蘭交通管理局宣布將開除兩名駕駛員並懲處六名職員。
駕駛員並未遭到起訴。死者的父母則獲得賠償。
由於穿越軌道導致撞擊，馬里蘭交通管理局建立了新的規定。包括加強現有關於穿越軌道的法規，如果發現有人在軌道上或接近軌道要立刻通知警察，以及加強關於穿越軌道者尚未離開之前的行車速度的規定。

## 外部連結
- Schedules